# CloverWorks
CloverWorks (株式会社クローバーワークス?, Kabushiki-gaisha Kurōbā Wākusu) è uno studio di animazione giapponese ricreato da Kōenji Studio di A-1 Pictures. È sussidiaria della Aniplex.

## Produzioni

### Serie televisive
| Titolo                                                                     | Rete TV                       | Data inizio prima visione | Data fine prima visione | Episodi | Note                                                                              | Fonti  |
| -------------------------------------------------------------------------- | ----------------------------- | ------------------------- | ----------------------- | ------- | --------------------------------------------------------------------------------- | ------ |
| Slow Start                                                                 | Tokyo MX                      | 7 gennaio 2018            | 25 marzo 2018           | 12      | Basato sul manga yonkoma scritto da Yuiko Tokumi.                                 | [ 3 ]  |
| Darling in the Franxx                                                      | Tokyo MX                      | 13 gennaio 2018           | 7 luglio 2018           | 24      | Progetto originale. È co-prodotto con Studio Trigger e A-1 Pictures.              | [ 4 ]  |
| Persona 5: The Animation                                                   | Tokyo MX                      | 8 aprile 2018             | 30 settembre 2018       | 26      | Basato sul videogioco Persona 5 di Atlus.                                         | [ 5 ]  |
| Rascal Does Not Dream of Bunny Girl Senpai                                 | ABC                           | 4 ottobre 2018            | 27 dicembre 2018        | 13      | Basato sulla serie di light novel scritta da Hajime Kamoshida.                    | [ 6 ]  |
| Dakaretai Otoko 1-i ni Odosarete Imasu.                                    | Tokyo MX                      | 6 ottobre 2018            | 28 dicembre 2018        | 13      | Basato sul manga yaoi scritto da Hashigo Sakurabi.                                | [ 7 ]  |
| Ace Attorney 2                                                             | NNS (ytv)                     | 6 ottobre 2018            | 30 marzo 2019           | 23      | Sequel di Ace Attorney, prodotto da A-1 Pictures.                                 | [ 8 ]  |
| Fairy Tail: The Final Series                                               | TV Tokyo                      | 7 ottobre 2018            | 29 settembre 2019       | 51      | Basato sul manga shōnen di Hiro Mashima. È co-prodotto con A-1 Pictures e Bridge. | [ 9 ]  |
| The Promised Neverland                                                     | Fuji TV (Noitamina)           | 10 gennaio 2019           | 29 marzo 2019           | 12      | Basato sul manga shōnen scritto da Kaiu Shirai.                                   | [ 10 ] |
| Fate/Grand Order: -Absolute Demonic Front: Babylonia-                      | Tokyo MX                      | 5 ottobre 2019            | 21 marzo 2020           | 21+1    | Basato sul capitolo Babylonia di Fate/Grand Order di Type-Moon.                   | [ 11 ] |
| Norimono Man: Mobile Land no Car-kun                                       | NHK Educational TV            | 2 aprile 2020             | in corso                | 90+     | Progetto originale per bambini diretto da Shinobu Sasaki.                         | [ 12 ] |
| The Promised Neverland 2                                                   | Fuji TV (Noitamina)           | 8 gennaio 2021            | 26 marzo 2021           | 11      | Basato sul manga shōnen scritto da Kaiu Shirai.                                   | [ 13 ] |
| Horimiya                                                                   | Tokyo MX                      | 10 gennaio 2021           | 4 aprile 2021           | 13      | Basato sul manga shōnen scritto da HERO.                                          | [ 14 ] |
| Wonder Egg Priority                                                        | Nippon TV Network             | 13 gennaio 2021           | 31 marzo 2021           | 12+1    | Progetto originale diretto da Shin Wakabayashi.                                   | [ 15 ] |
| Powerful Pro Baseball Powerful High School Arc                             | Internet                      | 20 marzo 2021             | 4 aprile 2021           | 4       | Adattamento animato del videogioco "Jikkyō Powerful Pro Yakyū" di Konami.         | [ 16 ] |
| Shadows House                                                              | Tokyo MX                      | 11 aprile 2021            | 4 luglio 2021           | 13      | Basato sul manga scritto dal duo Somato.                                          | [ 17 ] |
| Tokyo 24th Ward                                                            | Tokyo MX                      | 6 gennaio 2022            | 31 marzo 2022           | 12      | Progetto originale diretto da Naokatsu Tsuda.                                     | [ 18 ] |
| My Dress-Up Darling                                                        | Tokyo MX                      | 8 gennaio 2022            | 26 marzo 2022           | 12      | Basato sul manga seinen di Shin'ichi Fukuda.                                      | [ 19 ] |
| Akebi's Sailor Uniform                                                     | Tokyo MX                      | 9 gennaio 2022            | 27 marzo 2022           | 12      | Basato sul manga seinen di Hiro.                                                  | [ 20 ] |
| Spy × Family                                                               | TV Tokyo                      | 9 aprile 2022             | 24 dicembre 2022        | 25      | Basato sul manga shōnen di Tatsuya Endo. È co-prodotto con Wit Studio.            | [ 21 ] |
| In the Heart of Kunoichi Tsubaki                                           | Tokyo MX, BS11                | 9 aprile 2022             | 2 luglio 2022           | 13      | Basato sul manga shōnen di Sōichirō Yamamoto.                                     | [ 22 ] |
| Bocchi the Rock!                                                           | Tokyo MX, BS11                | 8 ottobre 2022            | 24 dicembre 2022        | 12      | Basato sul manga seinen di Aki Hamaji.                                            | [ 23 ] |
| UniteUp!''                                                                 | Tokyo MX, BS11                | 7 gennaio 2023            | 15 aprile 2023          | 12      | Basato su un progetto di Sony Music Entertainment                                 |        |
| Horimiya: The Missing Pieces                                               | Tokyo MX, MBS                 | 1º luglio 2023            | 23 settembre 2023       | 13      | Basato sul manga shōnen di HERO.                                                  |        |
| Wind Breaker                                                               | MBS                           | 5 aprile 2024             | 28 giugno 2024          | 13      | Basato sul manga shōnen di Satoru Nii.                                            |        |
| Black Butler: Public School Arc                                            | Tokyo MX, BS11, MBS           | 13 aprile 2024            | 22 giugno 2024          | 11      | Basato sul manga shōnen di Yana Toboso.                                           |        |
| The Elusive Samurai                                                        | Tokyo MX, BS11, MBS           | 6 luglio 2024             | 28 settembre 2024       | 12      | Basato sul manga shōnen di Yusei Matsui.                                          |        |
| I May Be a Guild Receptionist, But I'll Solo Any Boss to Clock Out on Time | Tokyo MX, BS11                | 10 gennaio 2025           | 28 marzo 2025           | 12      | Basato su una light novel scritta da Mato Kousaka.                                | [ 24 ] |
| UniteUp! Uni:Birth                                                         | Tokyo MX, BS11                | 11 gennaio 2025           | 5 aprile 2025           | 12      | Basato su un progetto di Sony Music Entertainment                                 |        |
| Wind Breaker 2                                                             | JNN (MBS, TBS)                | 3 aprile 2025             | 19 giugno 2025          | 12      | Basato sul manga shōnen di Satoru Nii.                                            |        |
| Black Butler: Emerald Witch Arc                                            | Tokyo MX, GYT, GTV, BS11, MBS | 5 aprile 2025             | 28 giugno 2025          | 13      | Basato sul manga shōnen di Yusei Matsui.                                          |        |
| The Fragrant Flower Blooms with Dignity                                    | Tokyo MX, GYT, GTV, MBS, BS11 | 5 luglio 2025             | TBA                     | TBA     | Basato sul manga shōnen di Saka Mikami.                                           |        |
| My Dress-Up Darling 2                                                      | Tokyo MX                      | 5 luglio 2025             | TBA                     | TBA     | Basato sul manga seinen di Shin'ichi Fukuda.                                      |        |
| The Elusive Samurai 2                                                      | TBA                           | TBA                       | TBA                     | TBA     | Basato sul manga shōnen di Yusei Matsui.                                          |        |